# ورنیکس، منچه
ورنیکس، منچه (به فرانسوی: Vernix, Manche) یک کمون در فرانسه است که در Canton of Brécey واقع شده‌است.

## خصوصیات
ورنیکس ۵٫۸۴ کیلومترمربع مساحت و ۱۶۲ نفر جمعیت دارد و ۲۰ متر بالاتر از سطح دریا واقع شده‌است.